# Hesperostipa spartea
 (octobre 2018).
Si vous disposez d'ouvrages ou d'articles de référence ou si vous connaissez des sites web de qualité traitant du thème abordé ici, merci de compléter l'article en donnant les références utiles à sa vérifiabilité et en les liant à la section « Notes et références ».
Espèce
Classification phylogénétique
Hesperostipa spartea est une espèce de plante vivace de la famille des Poaceae, sous-famille des Pooideae, originaire d'Amérique du Nord où elle est répandue en Colombie-Britannique et en Ontario au Canada et dans les régions centrale et des Grands Lacs aux États-Unis [1].
Cette herbe vivace est semblable à Hesperostipa comata mais elle plus grande, plus large, avec des feuilles plus pâles. Elle peut dépasser un mètre de hauteur. Les racines sont connues pour atteindre 1,8 mètre de profondeur dans le sol. L'inflorescence est une panicule d'épillets. Chaque fruit a une très longue arête torsadée, atteignant jusqu'à 19 centimètres de longueur.  Comme l'herbe dilate ou contracte selon les conditions de température et d'humidité, ses barbes, ces dernières peuvent se détordre pour finalement percer le sol - phénomène connu sous le nom de géocarpie. Les barbes peuvent s’entremêler et l'ensemble, contenant plusieurs graines, être emporté par le vent. Elles peuvent également s'accrocher à des animaux, autre vecteur de dispersion des graines.
Cette herbe est commune et est une graminée dominante dans les écosystèmes des prairies des Grandes Plaines. Dans les prairies de l'Alberta, elle est codominante avec la fétuque de l'Altaï. Dans d'autres régions, elle peut être codominante avec Schizachyrium scoparium. C'est peut-être une espèce pionnière ou une espèce de climax, se retrouvant à toutes les étapes de la succession écologique. Elle prospère sur des sols pauvres et  peut envahir un habitat perturbé tels que les monticules de Chiens de prairie.
Cette herbe n'est pas idéale pour le bétail, mais elle est généralement acceptable, surtout au printemps. Elle est également utile en automne quand elle reste verte alors que d'autres graminées se dessèchent. Lorsque le fruit est mûr, les longues barbes réduisent fortement son appétence.
Les Amérindiens, notamment les Omahas et les Pawnees, font des pinceaux de cette plante en attachant les barbes ensemble et en brûlant les graines aux extrémités.